# Zeus (poisson)
Pour les articles homonymes, voir Zeus (homonymie).
Genre
Zeus  est un genre des poissons téléostéens (Teleostei) de la famille  des Zeidae. Le nom vient du latin zaeus, lui-même du grec ζαίος (zaiós) « saint-pierre », selon Sven O. Kullander sans relation avec le nom du dieu Zeus.

## Liste d'espèces
Selon ITIS :
- Zeus capensis Valenciennes in Cuvier et Valenciennes, 1835
- Zeus faber Linnaeus, 1758 -- Saint-pierre